# Karaokye na Maydanі
Bản mẫu:Телепередача
"Karaoke trên quảng trường" (tiếng Ukraina: Караоке на Майдані) — một trong các trò chơi truyền hình phổ biến nhất tại Ukraine, mà đã tồn tại trên đài truyền hinh hơn mười năm nay.
Người dẫn chương trình và tác giả của dự án là anh Igor Kondratyuk. Ngoài ra, anh Andrei Kozlov là người thứ hai cùng đồng tác giả của trò chơi truyền hình "Karaoke trên Quảng trường".Trước khi bắt đầu chiếu ở Ukraine định dạng game show này được phát hành ở Nga ba năm trên kênh "31" (tháng hai năm 1997 đến cuối năm 1999). Ở Ukraine dự án này đã được đưa ra vào ngày 17 tháng năm 1999 đển 29 tháng 7 năm 2007 trên kênh TRUYỀN hình "Inter". Kênh "1 với 1" mua bản quyền để phát chương trình này vào ngày 5 tháng 8 năm 2007 đến 13 tháng 12 năm 2009. Từ 20 tháng 12 năm 2009 trò chơi truyền hình này phát trên kênh STB. Từ  mùa xuân năm 2010 người chiến thắng trò chơi truyền hình này được quyền tham gia trong trò chơi truyền hình ca hát khác mang tên "Nguyên tố X"